# Малката русалка (филм)
„Малката русалка“ (на руски: Русалочка) е съветско-български игрален филм (семеен, фентъзи, мюзикъл) от 1976 година на режисьора Владимир Бичков, по сценарий на Владимир Викович. Оператор е Емил Вагенщайн. Музиката във филма е композирана от Евгени Крилатов.

## Сюжет
Филмът е направен в памет на великия датски писател Ханс Кристиан Андерсен, създаден по една от най-хубавите му приказки.
След като е спасена веднъж по време на буря от принц, малката русалка се влюбва в него. Заради тази любов русалката напуска дома си и сключва сделка с вещицата. В замяна на косата на малката русалка, вещицата извършва ред магически заклинания благодарение на които създава човешки крака вместо рибена опашка, и по този начин превръща русалката в човек. Сега тя може да живее на земята.
През всички тези препядствия малката русалка минава само заради едно нещо – да бъде близо до любимия си. Но принцът, който не разбира собственото си щастие, го изгубва завинаги ...

## Актьорски състав

### Актьорски състав
Пролог:
| В главните роли               | Изпълнител       |
| ----------------------------- | ---------------- |
| девойката в дилижанса         | Вика Новикова    |
| Ханс Кристиан Андерсен        | Валентин Никулин |
| омъжената спътничка           | Галина Антимова  |
| женения спътник               | Юрий Сенкевич    |
| възпитателката на момиченцето | Галина Волчек    |
| пияният спътник               | Михаил Пуговкин  |

Разказът:
| В главните роли                                     | Изпълнител                             |
| --------------------------------------------------- | -------------------------------------- |
| Малката русалка                                     | Вика Новикова                          |
| Сулпитиус                                           | Валентин Никулин                       |
| принцесата                                          | Галина Артьомова                       |
| принц Антоан                                        | Юрий Сенкевич                          |
| кръчмарката / вещицата                              | Галина Волчек                          |
| рицарят Адалберт „Роберт“ Гринли Рейнолд Марнделски | Стефан Илиев                           |
| мъжът с дебелите устни                              | Михаил Пуговкин                        |
| госпожица Жаклин                                    | Светлана Моисеенко                     |
| госпожица Леонела                                   | Маргарита Чудинова                     |
| рибар                                               | Стефан Пейчев                          |
| разбойник                                           | Михаил Янушкевич                       |
|                                                     | Андрей Михайлов                        |
| В епизодите                                         | Изпълнител                             |
| бръснарят                                           | Андрей Файт                            |
|                                                     | Борис Бреев                            |
| гражданин                                           | Владимир Удалов                        |
|                                                     | Вячеслав Бутенко                       |
| моряк                                               | Владимир Бычков                        |
| гражданин                                           | Юрий Видманкин                         |
| свещеникът                                          | Иван Гайдарджиев                       |
| придворната                                         | Красимира Петрова                      |
| майордом                                            | Иван Манов                             |
| слепецът                                            | Артур Нищьонкин                        |
| лекарят                                             | Сергей Николаев                        |
| гражданин                                           | Лев Потьомкин                          |
|                                                     | Олга Лисичкина                         |
|                                                     | Юлий Файт                              |
|                                                     | В. Лютиков                             |
|                                                     | А. Марков                              |
| слепец                                              | Владимир Свещников                     |
|                                                     | Валерий Павлотос                       |
| посетител в кръчмата                                | Исаак Леонгаров (не изписан в титрите) |

### Творчески и технически екип
| Режисьор       | Владимир Бычков                                                                   |
| Сценарий       | Виктор Виткович Григорий Ягдфельд Ханс Кристиан Андерсен                          |
| Оператор       | Емил Вагенщайн                                                                    |
| Музика         | Евгений Крылатов                                                                  |
| Диригент       | Д. Щилтман                                                                        |
| Директор       | Роман Конбрандт Иван Кордов                                                       |
| Художник       | Константин Загорский Богоя Сапунджиев                                             |
| Костюми        | Наталья Хачатурян Вера Тодорова                                                   |
| Монтаж         | Г. Садовникова                                                                    |
| Декори         | А. Иващенко Валерий Павлотос                                                      |
| Distributed by | Киностудия Максим Горки Студия за игрални филми (некредитиран) /Copyright © 1976/ |

- Текст на песента „Животът е прекрасен“ е на Юрий Ентин – изп. Татьяна Дасковская
- Текст на песента „Вещици“ е на Белла Ахмадулина- изп. Татьяна Дасковская